# 3989 Odin
3989 Odin este un asteroid din centura principală, descoperit pe 8 septembrie 1986 de Poul Jensen.